# Антропологічна ознака
Антропологічна ознака — певний прояв тієї чи іншої біологічної властивості організму людини, що по-різному проявляє себе (в різних варіантах) і по-різному характеризує окремих людей (індивідів) або їх спільноти (популяції і інші групи). Однією з головних особливостей, властивих цьому поняттю, є можливість його опису або вимірювання. Використовується у фізичній антропології, в тому числі в расознавстві — з метою визначення подібностей і відмінностей між групами людських популяцій різних расових типів.
Термін «антропологічна ознака» тісно пов'язаний з поняттям «біологічна мінливість». Мінливість тієї чи іншої людини має як географічний, так і тимчасовий, або історичний, аспекти вивчення.
Багато антропологічних ознак формується в результаті пристосування популяцій людини до певних умов навколишнього середовища.

## Класифікація ознак
Антропологічні ознаки можна згруповати за кількома критеріями: за характером варіювання (ознаки з безперервним характером варіації, порядкові ознаки і ознаки дискретно коливаючі, або номінальні), за характером досліджуваного матеріалу, стосовно до тієї чи іншої системи організму людини і так далі. Класичними антропологічними ознаками вважаються вимірювальні і описові, соматичні та скелетні морфологічні характеристики. Перші з них визначаються на живій людині, другі — на черепі і кістках скелету.
За характером варіювання (за метричними властивостями і за своєю природою) антропологічні ознаки утворюють три категорії:
1. Ознаки з безперервним характером варіації — вимірювальні, метричні або кількісні. До таких ознак можуть відноситися, наприклад, зріст людини або відношення ширини голови до її зросту, які фіксуються в певних одиницях виміру.
2. Порядкові ознаки, які характеризуються описово, оскільки їх недоцільно або неможливо виміряти. Наприклад, послідовний ряд описів від «дуже слабка» до «дуже сильна» може характеризувати ступінь розвитку третинного волосяного покриву.
3. Дискретно коливаючі, або номінальні ознаки, які не вимагають вимірювання або опису, а фіксуються по їх наявності або відсутності.

За характером досліджуваного матеріалу антропологічні ознаки можуть відноситися до сучасної людини або до її викопних останків (палеоантропологічного матеріалу). За співвідношенням ознаки до конкретної системи організму, ознаки можуть описувати будову голови і обличчя, соматологічні параметри, краніологічні й остеологічні особливості, відмінності окремих органів або тканин, функціональні та фізіологічні характеристики й багато іншого. За характером успадкування ознаки розрізняються залежно від їхнього прояву в результаті експресії одного, або небагатьох генів, або в результаті складної взаємодії великого числа генів. За вмістом або принципом опису антропологічні ознаки діляться на прості і складові. Крім того, за своєю природою антропологічні ознаки можуть бути нормальними або мати паталогічний характер.

## Антропометричні ознаки

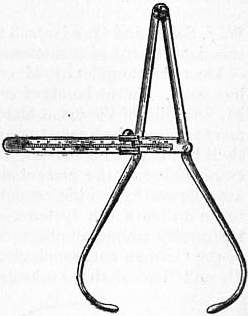
Товстотний циркуль, застосовуваний в антропометрії

До антропометричних ознак відносяться вимірювальні показники з безперервним характером варіації. Дані ознаки фіксуються за допомогою різного роду антропологічних вимірювальних інструментів, таких, як антропометр, великий і малий товстотні циркулі, ковзний циркуль, вимірювальна стрічка, динамометр, каліпер та інші. Вимірювання проводяться за спеціальними загальноприйнятими методиками. Точками, між якими проводяться вимірювання, служать спеціальні, строго локалізовані антропометричні точки на тілі людини. Серед них виділяють, зокрема, краніометричні точки (на черепі) — астеріон, брегму, глабелу, ініон, назіон і багато інших.
Вимірювання антропометричних ознак можуть проводитися як на живих людях, так і на палеоантропологічному матеріалі. У першому випадку вимірювання називають кефалометричним (розміри голови і обличчя) і соматометричним (розміри тіла і кінцівок), у другому випадку — краніометричними (розміри черепа) і остеометричними (розміри скелета). Вимірюються не тільки довжина, ширина, діаметр, окружність, кути, але й проєкційні і тригонометричні значення.

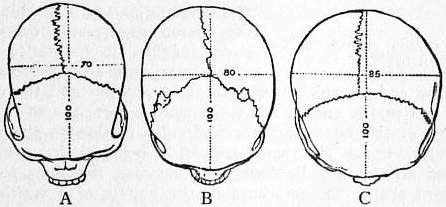
Черепи (вид зверху) з індексами 70 (доліхокранія), 80 (мезокранія) і 85 (брахікранія)

На основі деяких з численних вимірюваних показників параметрів голови, або черепа (поперечний діаметр, поздовжній діаметр, висотний діаметр, ширина обличчя, висота обличчя, сагітальна дуга, кут вертикального профілювання обличчя та інших) можуть бути обчислені різного роду індекси (показники). Наприклад, обчислюються лицьовий індекс як відношення виличної ширини до верхньої (без нижньої щелепи) висоти обличчя; головний покажчик (поздовжньо-поперечний індекс) як відношення поперечного діаметру до поздовжнього діаметру голови; носовий покажчик, як відношення ширини до довжини носа. Покажчики виражаються у відсотках. За відсотковими діапазонами виділяються певні градації ознак. Наприклад, головний покажчик має три градації:
- брахікефалія (брахіцефалія, короткоголовість) — співвідношення ширини до довжини голови становить понад 80,9%;
- мезокефалію (мезоцефалія, середньоголовість) — співвідношення ширини до довжини голови становить від 76,0 до 80,9%;
- Доліхокефалія (доліхоцефалія, довгоголовість) — співвідношення ширини до довжини голови становить менше 75,9%;

Для черепного індексу ці градації називають доліхокранією, мезокранією і брахікранією.
Також одною з важливих антропометричних ознак вважається профілювання обличчя. Виділяють горизонтальне профілювання, за ним визначають ступінь сплющення обличчя і перенісся (ступінь виступу обличчя в горизонтальній площині), і вертикальне профілювання, що вимірює виступ носової й альвеолярної частини обличчя, а також всього обличчя в цілому у вертикальній площині. Вертикальне профілювання має три градації — ортогнатизм, мезогнатизм і прогнатизм. Горизонтальне профілювання оцінюється за трибальною шкалою.

## Ознаки будови очей, носа і рота
До числа антропологічних ознак, видимих на м'яких тканинах обличчя, зараховують особливості будови очноямкової області, носа, рота (губ) і так далі. Дані ознаки відносяться як до вимірюваних (кефалометрія), так і до описуваних візуально (кефалоскопія).

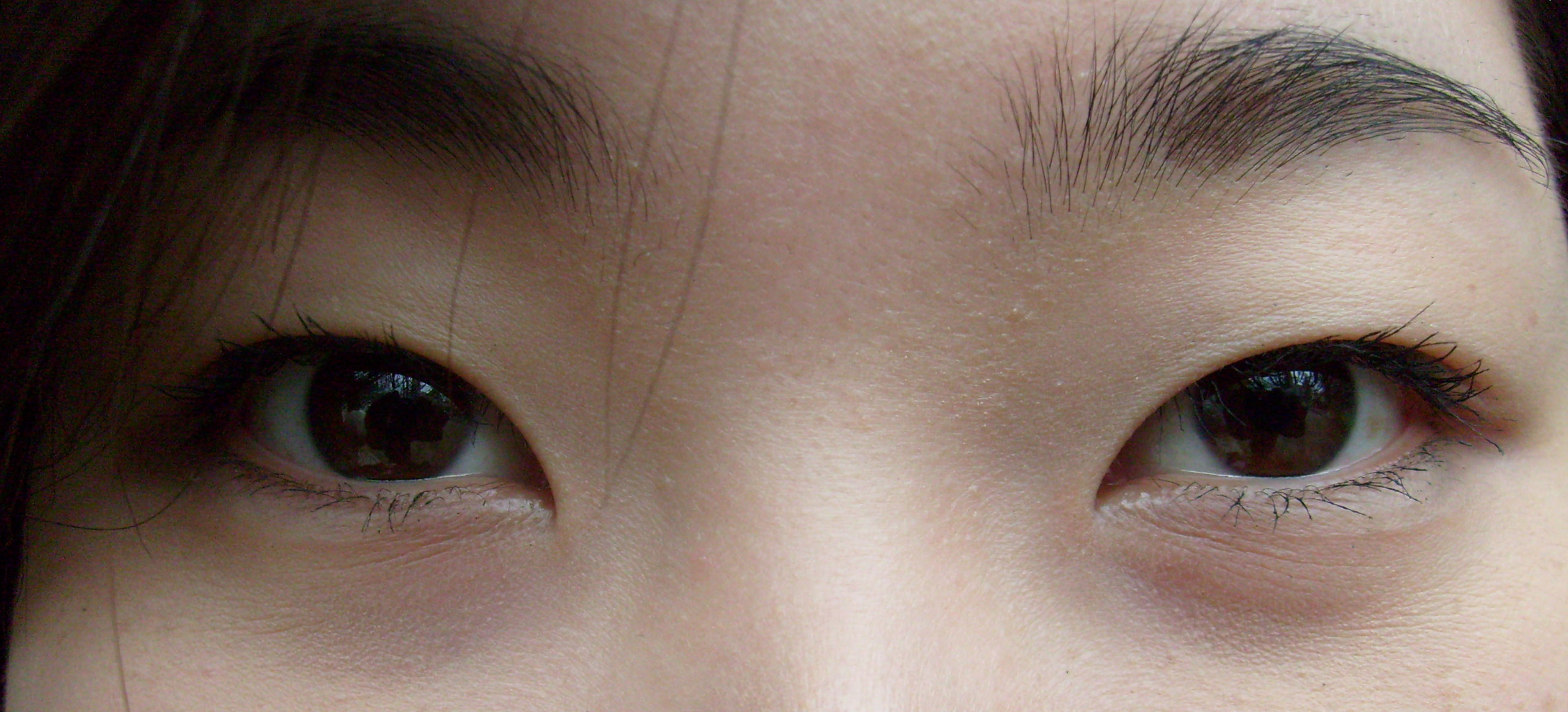
Епікантус

Під час опису очноямкової області фіксуються такі показники, як ширина очної щілини, або ширина очей (вимірюється як відстань між нижньою і верхньою повіками з використанням поділу: «вузька», «середня» і «широка»); нахил очної щілини, або нахил очей (фіксується за взаємним розташуванням зовнішнього і внутрішнього куточків очей); розвиток складки верхньої повіки (оцінюється за виразності і протяжності верхньої повіки); ступінь розвитку епікантуса (оцінюється за наявністю або відсутністю складки у внутрішньому куточку очей і (при наявності) за ступенем її вираженості).
Під час опису області носу звертають увагу на такі параметри, як висота крил носа; профіль спинки носа (оцінюється з використанням наступної рубрикації: «увігнутий», «прямий», «звивистий», «опуклий»); поперечний профіль спинки носа; профіль спинки носа (оцінюється з використанням наступної рубрикації: «увігнутий», «прямий», «звивистий», «опуклий»); поперечний профіль спинки носа; ширина носа (вимірюється максимальна ширина крил носа за допомогою змінного циркуля).
Під час опису області рота фіксуються такі особливості її будови, як висота верхньої губи (вимірюється як відстань від так званої підносової точки до верхнього краю слизової верхньої губи); висота слизової частини губ із закритим ротом, або товщина губ (фіксується як відстань між краями слизової в сагитальній частині, описується за 3-бальною системою або вимірюється ковзаючим циркулем); ширина рота (вимірюється як відстань між куточками рота); профіль верхньої губи (оцінюється контур губи поглядом збоку з наступною рубрикацією: якщо виступає вперед — прохейлія, з вертикальним профілем — ортохейлія, відступаючий назад — опістохейлія).

## Пігментація
Одними з найважливіших антропологічних ознак, за якими будуються класифікації людських рас, є ознаки, пов'язані з пігментацією шкіри, очей і волосся.

Кольори шкіри корінного населення в світі за (згідно із дослідженнями Биасутти, Ренато, 1940)

Шкала кольорів шкіри

Колір шкіри людини визначається за вмістом у ній особливого пігменту меланіну і залежить від кількості та розташування меланінових гранул в нижньому шарі епідермісу. Частково на колір шкіри можуть впливати також особливості кровообігу, товщина епідермісу і стан його поверхневого шару. Колір шкіри визначається на внутрішній поверхні плеча, для чого використовується спектрофотометрія або порівняння зі спеціальною колірною шкалою (найбільш відома шкала Лушана з 36 відтінками кольору). Вироблення меланіну інтенсифікується під впливом ультрафіолетових променів і пов'язане з фактором спадковості. Варіації кольору шкіри за популяціями на планеті від білого до синювато-чорного, обумовлені різним ступенем активності у людей пігментних клітин меланоцитів.
Колір волосся також залежить від кількості в них меланіну: одна з його форм — еумеланін — відповідальна за чорний колір, інша форма — феомеланін — відповідальна за червоний колір. Еумеланін синтезується у великій кількості і дає темно-коричневий і чорний колір різної інтенсивності, велика кількість феомеланіну при нестачі еумеланіна дає каштаново-рудий колір. За відсутності феомеланіну і невеликій кількості еумеланіна волосся набуває світло-сірі і світло-попелясті відтінки. Колір волосся визначається або за спеціальними колірними шкалами, або методами спектрофотометрії чи колориметрії. Найбільш відомі шкала кольору волосся О. Фішера (27 зразків кольору), шкала О. Фішера і К. Заллера (40 номерів), а також шкала В. В. Бунака (18 номерів).
Колір очей залежить від кількості й розташування гранул меланіну в шарах так званої райдужки — судинної оболонки ока. Колір райдужної оболонки очей у людей представлений безліччю відтінків від темно-карого до світло-блакитного. Чим більше меланіну, тим колір очей ближче до темно-карого діапазону; чим менше меланіну, тим колір очей стає світліше. Утворення блакитного кольору очей відбувається шляхом заломлення світла мембранами клітин рогівки. Визначається колір очей за шкалами Р. Мартіна і В. В. Бунака. У шкалі Бунака виділяються три основних типи забарвлення райдужної оболонки очей — темний (чорний, бурий і жовтий кольори), світлий (сірий, блакитний і синій кольори) і змішаний (включає кольори перших двох типів). Кожен з типів складається з 4 класів, утворюючи, таким чином, 12 номерів — з 1-го (чорний колір) по 12-ий (синій колір).
Темношкірі популяції людей тропічних регіонів, як правило, мають темне волосся і очі, білошкірі популяції Північної Європи в більшості депігментовані. Але чіткість у пігментації шкіри, волосся й очей дотримується не завжди, нерідко зустрічаються індивіди зі світлими очима і темним волоссям; з темною шкірою та світлим волоссям і тому подібне.

## Волосяний покрив
Окрім кольору волосся, важливими ознаками в расознавстві вважаються також форма волосся і характер третинного волосяного покриву (до початку статевого дозрівання). Обидві ці ознаки широко коливаються за популяціям людей. Їх оцінюють описовими способами. За формою виділяють пряме, хвилясте і кучеряве волосся. Враховується також ступінь їхньої м'якості/жорсткості (площа поперечного перерізу волосся). Для кожної з великих рас людства властива своя форма волосся: м'яке, пряме або хвилясте волосся зустрічається найчастіше у європеоїдів, пряме і жорстке волосся характерне для монголоїдів, а кучеряве і спіральне домінує в негроїдів. Ступінь розвитку бороди і вусів умовно оцінюється за 5-бальною шкалою від «дуже слабкого росту» до «дуже сильного росту». Таким же чином оцінюється розвиток волосяного покриву на тілі. Дана ознака фіксується в дослідженнях тільки у чоловіків старше 25 років. Найбільш сильний розвиток третинного волосяного покриву на планеті характерний для айнів, австралійських аборигенів і населення Передньої Азії та Закавказзя, найбільш слабке — для деяких корінних народів Північної Азії.

## Дерматогліфічні особливості
Дерматогліфічними ознаками називають варіації шкірного рельєфу на поверхні долонь і стоп людини (папілярні або тактильні лінії). Дерматогліфічні особливості мають спадкову основу, і, хоча вони індивідуальні для кожної людини, встановлено зв'язок концентрацій таких особливостей з популяціями і расами. За даними вивчення основних дерматогліфічних ознак людство поділяється на три так званих расових стовбури: західний, південний і східний. Найбільш близьким між собою є західний стовбур, що включає європеоїдне населення, і південний стовбур, представлений африканськими негроїдами. Далі від них знаходиться східний стовбур, який об'єднує монголоїдів, американоїдів та австралоїдів. Дані дерматогліфіки співставляються з даними вивчення генних маркерів людських рас, але не відповідають поділу людства за морфологічними і одонтологічним ознаками.

## Одонтологічні особливості
Одонтологічними особливостями вважаються усі ознаки, які певною мірою пов’язані з будовою зубної системи людини. Розрізняють вимірювальні та описові ознаки. До перших відносять довжину, ширину, висоту і кутові характеристики зубів і їхніх частин; до других відносять форму коронки зуба, форму кореня зуба, розташування горбків і борозен на коронці, а також інші ознаки будови зубів. Одонтологічні особливості широко використовуються у фізичній антропології в дослідженнях із встановлення спорідненості і походження рас. У радянській науці основоположником антропологічної одонтології є О. О. Зубов. Відповідно до його класифікації, що враховує одонтологічні дані, людство ділиться на два надрасових стовбури — східний і західний, в кожен з яких включається екваторіальна складова.

## Інші ознаки
Також у число антропологічних ознак включаються особливості в розвитку зору, нюху, смаку, а ще особливості розвитку кісток черепа та скелета. Як правило, такі ознаки є дискретними. Крім цього, до антропологічних ознак відносяться різного роду біохімічні властивості людини, перш за все, особливості біохімії крові.

## В расових класифікаціях
При виділенні рас і антропологічних типів тих чи інших рівнів традиційно використовуються антропологічні ознаки, в яких відображені риси зовнішності людини — колір шкіри, очей і волосся, форма голови в цілому, форми очей, волосся, губ та носа, особливості будови обличчя і т. д. Іноді як допоміжні ознаки використовують ознаки будови тіла — зріст, статуру, пропорції. Також можна застосувати краніологічні ознаки (визначені на черепах). За найбільш стійкими антропологічними ознаками, як-от колір шкіри, форма волосся, ступінь сплощення або виступу обличчя, визначають раси першого порядку або великі, основні раси. За менш стійким ознаками, які мають велику мінливість, всередині великих рас виділяють малі раси й антропологічні типи (варіанти). Ознаки малих рас (форма голови, довжина тіла, форма носа і т. д.) можуть мати різкі відмінності в межах одного невеликого ареалу і бути схожими у територіально віддалених груп людей. З розвитком расознавства поряд з морфологічними ознаками для класифікації рас стали використовувати дані дерматогліфіки, одонтології і генетики. Часто ці дані підтверджують традиційні расові класифікації, побудовані на вивченні зовнішніх ознак, але інколи вони можуть вносити в ці класифікації суттєві корективи.
Число великих рас людства в цілому однаково в більшості расових класифікацій (від трьох до п'яти), великі раси виділяються в схожих ареалах і в основному за одними й тими самими ознаками. А число малих рас в класифікаціях дуже варіативне, часто у тих чи інших малих рас в різних класифікаціях відрізняються таксономічний ранг і набір ознак, за якими вони виділяються. Подібні відмінності у виділенні малих рас найчастіше виникають внаслідок відмінності в принципах класифікації різних дослідників (за відсутності єдиного підходу до визначення ступеня значимості різних расоводіагностичних ознак).
Більшість морфологічних ознак людських рас сформувалися в результаті адаптації різних груп і популяцій до різних умов навколишнього середовища. Зокрема, світла шкіра північних європеоїдів краще поглинає ультрафіолет (в умовах його дефіциту), що сприяє кращому виробленню вітаміну D. Темна шкіра в умовах надлишку ультрафіолету оберігає людину від ракових захворювань. Адаптивний характер, наприклад, у негроїдів кучеряве волосся, висока і вузька форма голови, значна ширина слизової губ, широкий сплощений ніс і витягнуті пропорції тіла. Всі вони певною мірою призначені для захисту організму від спеки. У північних європеоїдів і монголоїдів ті ж ознаки мають протилежні значення і сприяють кращому збереженню тепла. Наприклад, вузький і витягнутий ніс європеоїда пристосований для нагріву холодного вдихуваного повітря. Такі характерні ознаки монголоїдів і бушменів, як вузький розріз очей сформувався, найімовірніше, в умовах необхідності захисту очей від вітру, пилу та яскравого Сонця на відкритих просторах. Деякі антропологічні ознаки можуть не носити адаптивного характеру — вони закріплюються в популяції випадково в результаті дрейфу генів і, можливо, в результаті статевого відбору.
Антропологічні ознаки рас здатні до постійних змін. Вони виникають у межах популяцій у різні періоди їхнього формування і розвитку, змінюються з плином часу через кліматичні зміни або будь-які інші зміни життєвих умов, видозмінюються в процесі метисації різних расових груп, широко поширюються або зникають у результаті великих міграцій людських популяцій, а також довше зберігаються в незмінному вигляді в результаті ізоляції певних груп. Безперервність змін антропологічних ознак наочно видно при спостереженні тривалих процесів брахікефалізації і граціалізації, що охоплюють значні групи населення планети.